# آبشار ترتل‌بک
آبشار ترتل‌بک  (به انگلیسی: Turtleback Falls) آبشاری است که در جنگل ملی پیزگاه، کارولینای شمالی واقع شده و ارتفاع کلی ریزشگاه آن ۲۰ فوت (۶٫۱ متر) است.